# Дубинецкий, Захар Васильевич
Захар Васильевич Дубинецкий (1893 год, село Кулунда — 1985 год, колхоз имени Ленина, Калининский район, Фрунзенская область) — бригадир колхоза «Красный Восток» Калининского района Фрунзенской области, Киргизская ССР. Герой Социалистического Труда (1948).

## Биография
Родился в 1893 году в крестьянской семье в селе Кулунда.
Трудился пастухом, старшим чабаном в совхозе «Чолпон» Кочкорского района. С 1939 года трудился разнорабочим, бригадиром свекловодческой бригады в колхозе «Красный Восток» Калининского района.
В 1947 году бригада Захара Дибинецкого вырастила в среднем по 807,5 центнеров сахарной свеклы с каждого гектара. Указом Президиума Верховного Совета СССР от 26 марта 1948 года «за получение высоких урожае сахарной свёклы» удостоен звания Героя Социалистического Труда с вручением ордена Ленина и золотой медали «Серп и Молот».
Этим же указом звания Героя Социалистического Труда были удостоены председатель колхоза Николай Петрович Дородный, звеньевые Ульяна Григорьевна Попова и Матрёна Ермолаевна Скворцова.
В последующее время по результатам государственной проверки колхозной отчётности выяснилось, что председатель колхоза Николай Петрович Дородный подал в 1947 году недостоверные сведения по урожайности в колхозе и завысил показатели по уборке сельскохозяйственных культур. Отмечалось, что по результатам проверки выявлено о невыполнении планов по посевным площадям на 82 гектара и был завышен валовый сбор пшеницы. Постановлением Верховного Совета СССР № 22 от 19 декабря 1952 года по отношению к Николаю Петровичу Дородному Указ о его награждении званием Героя Социалистического Труда был отменён. Захар Васильевич Дубинецкий сохранила свой почётный статус Героя Социалистического Труда.
Персональный пенсионер союзного значения с 1968 года.
Скончался в 1985 году.